# Abgeordnetenhaus (Austria)
La Abgeordnetenhaus (“Camera dei parlamentari” o “Camera dei rappresentanti”), fu una camera parlamentare austriaca parte del Reichsrat, organo legislativo della Cisleitania.
Essa era la seconda camera rappresentativa dopo la Herrenhaus, corrispondente della Camera dei comuni nel Regno Unito o alla Camera dei deputati italiana.

## Storia

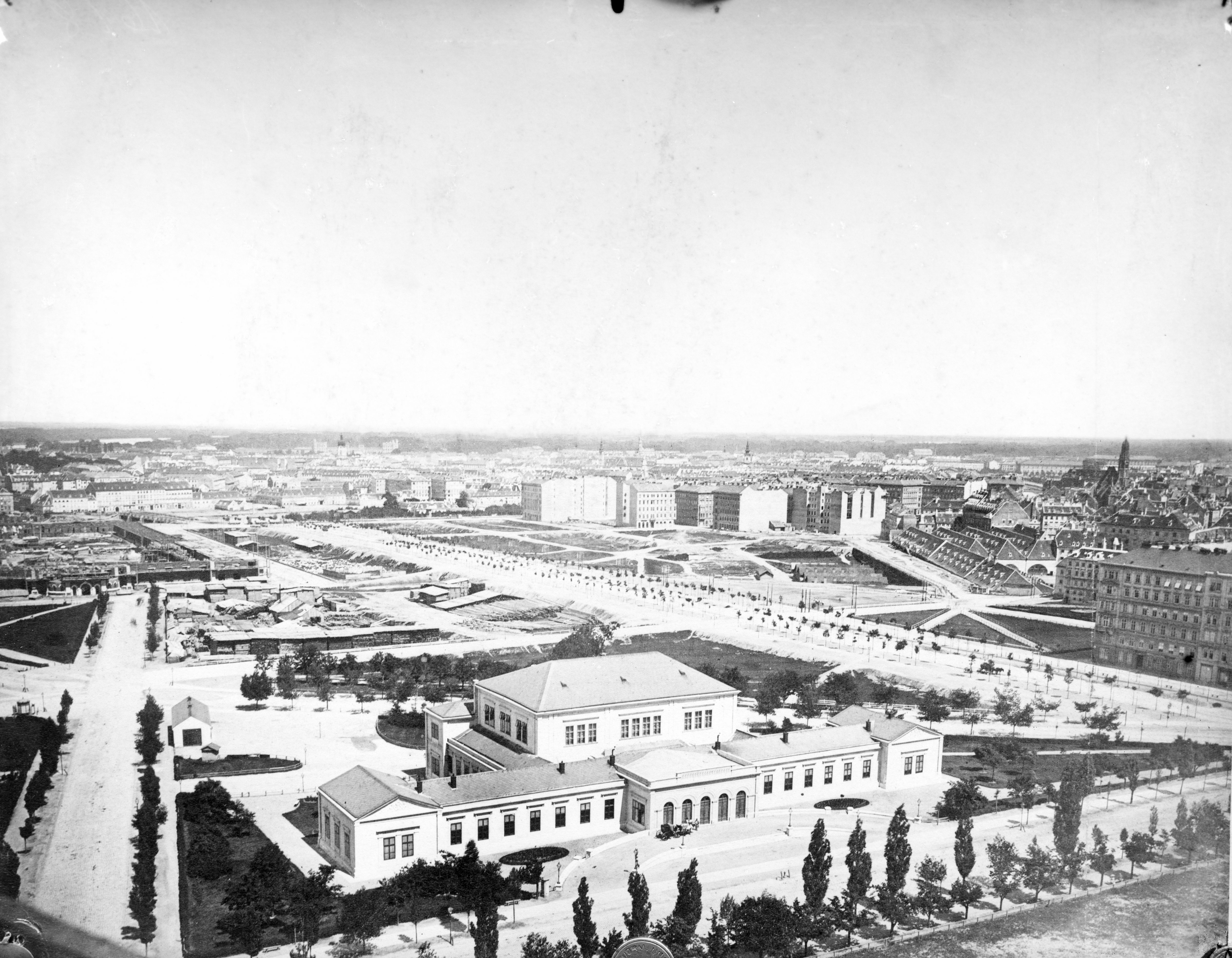
La camera dei deputati provvisoria dell'Impero austro-ungarico, posta presso il "Teatro Schmerling"

La prima camera dei deputati provvisoria istituita in Austria si tenne nel 1861 nella Währinger Straße di Vienna, nell'edificio indicato come "Teatro Schmerling" che venne utilizzato sino al 1883 per accogliere le riunioni del parlamento. Nel 1867 vennero stabilite le prime ripartizioni dei seggi tra i parlamentari che vennero inquadrati nel numero di 203: 54 boemi, 38 galiziani, 22 moravi e 18 austriaci.
Una successiva riforma elettorale del 1873 ha portato il numero dei membri da 203 a 353 anche per aprire maggiormente questa camera bassa alla borghesia e favorire la partecipazione maggiore delle classi sociali non aristocratiche alle operazioni di governo. I deputati venivano eletti per un periodo di mandato di sei anni. La ripartizione interna dei seggi venne anche ripartita sulla base delle professioni, arrivando a comprendere 85 membri appartenenti al ceto dei proprietari terrieri, 21 tra commercianti e artigiani, 128 rappresentanti della classe rurale e 118 deputati cittadini (con la clausola però del pagamento delle tasse continuamente per 10 anni). In totale la classe politica della camera dei deputati radunava il 6% della popolazione adulta dell'Impero.

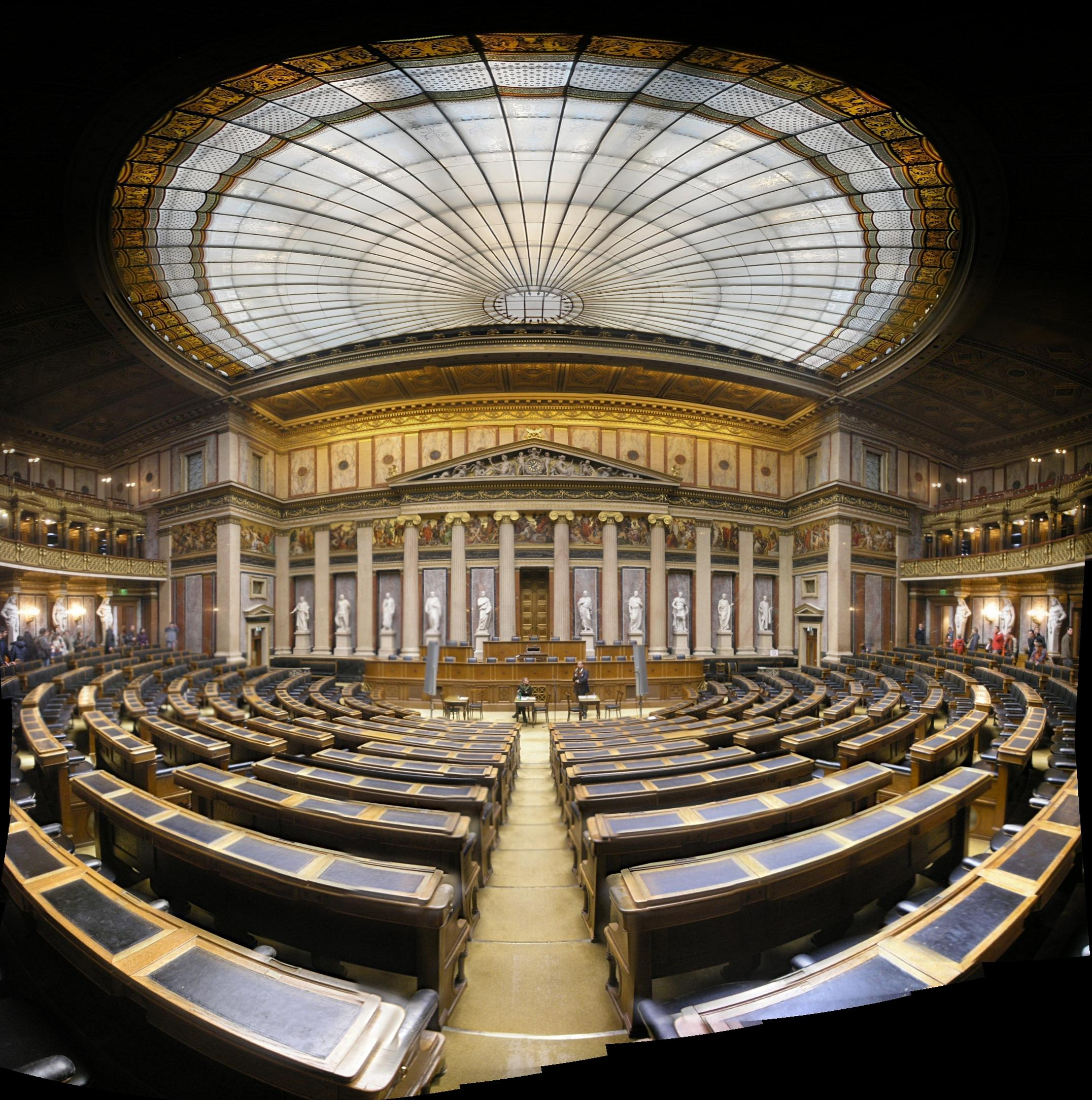
La Camera dei deputati della Cisleithania, edificio che oggi accoglie la Camera dei deputati austriaca

Il 14 giugno 1896 il numero dei membri venne aumentato a 425 dopo l'introduzione del suffragio universale. I votanti vennero nuovamente aumentati il 21 gennaio 1907 a 516. Un sempre crescente numero di deputati rispecchiava le nuove esigenze di espansione della popolazione dell'Impero e nel contempo distoglieva lo sguardo dal vecchio modo di condurre politica ristretto ad una raccolta classe dirigente, dando sempre maggiore spazio ai partiti di massa. Nel 1907 nacque infatti il Partito cristiano-sociale e nel 1911 quello socialdemocratico.
Come era avvenuto per la camera alta, la camera dei deputati austriaca raccoglieva unicamente i deputati della regione della Cisleitania, ovvero la parte dell'impero ad esclusione dell'area ungherese che pure godeva di un proprio parlamento separato dal 1867 pur raccolto sotto la corona imperiale. Il grosso problema delle discussioni parlamentari era essenzialmente il gran numero di conflitti locali che coinvolgevano le differenti nazionalità a confronto e come tale anche una maggioranza di governo era difficile da organizzare.
Con il governo del primo ministro conte Eduard Taaffe, basato su un forte accentramento nella politica austro-tedesca, segnò indelebilmente la decadenza dell'istituzione parlamentare come luogo di convenzione delle differenti nazionalità dell'Impero e dopo il 1893 nessun governo poté mantenere un sostegno costante della maggioranza alla camera dei deputati imperiale.

## Il parlamento e l'imperatore

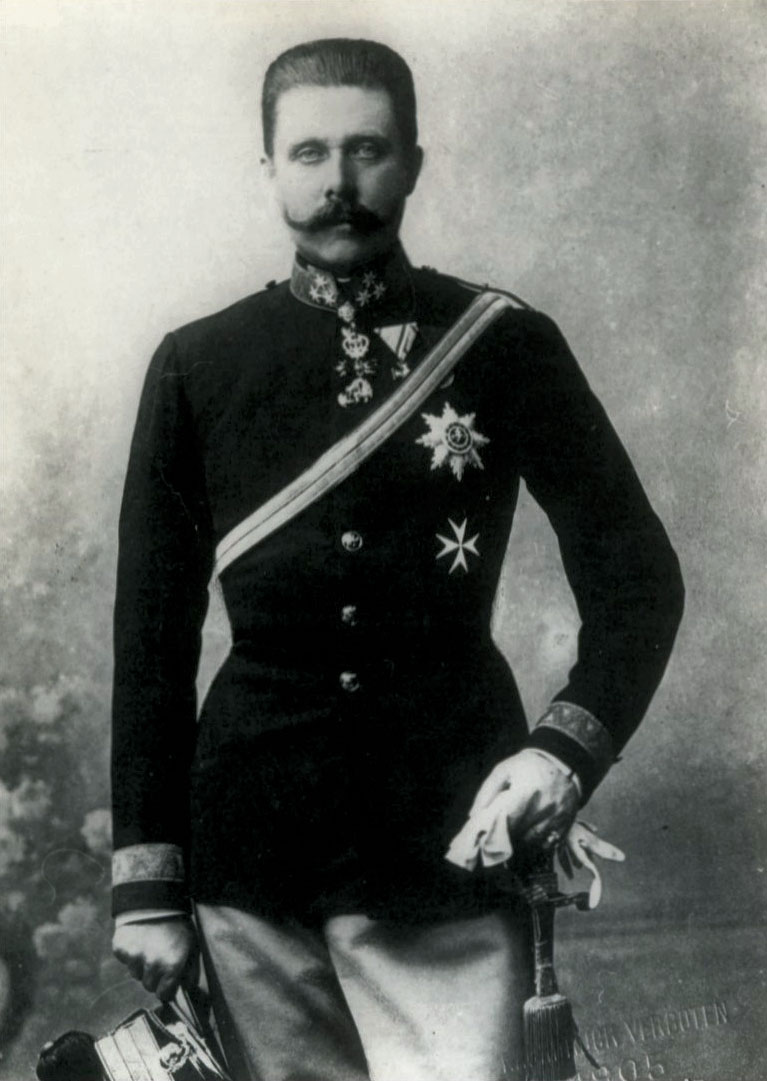
L'arciduca Francesco Ferdinando fu tra i più strenui oppositori dell'attività della camera dei deputati austriaca

L'imperatore Francesco Giuseppe, che governò inizialmente in maniera assoluta, ebbe a lungo forti sospetti nei confronti del parlamento ed il parlamento non vedeva di buon occhio il suo autocratismo.
Del resto l'Imperatore visitò il parlamento due sole volte durante il suo regno, nella cerimonia dell'inaugurazione dell'edificio, ma questo in buona sostanza per il fatto che il parlamento si presentava agli occhi della corte imperiale come un elemento fantoccio, mentre il potere restava ancora saldamente legato alla figura del sovrano.
L'imperatore cambiò radicalmente il suo atteggiamento nei confronti del parlamento dopo la rivoluzione russa del 1905 e per la crescente influenza dei movimenti socialdemocratici. I grossi contrasti Francesco Giuseppe li ebbe però proprio in famiglia in quanto il suo erede designato, l'arciduca Francesco Ferdinando, si era apertamente schierato con i conservatori minacciando più volte di riportare la "giusta autocrazia" in Austria dopo la sua ascesa al trono futura e questo sollevò un putiferio di opposizioni proprio dalla camera dei deputati ove era rappresentata gran parte della popolazione.